# Katholische Kirche von Vlora

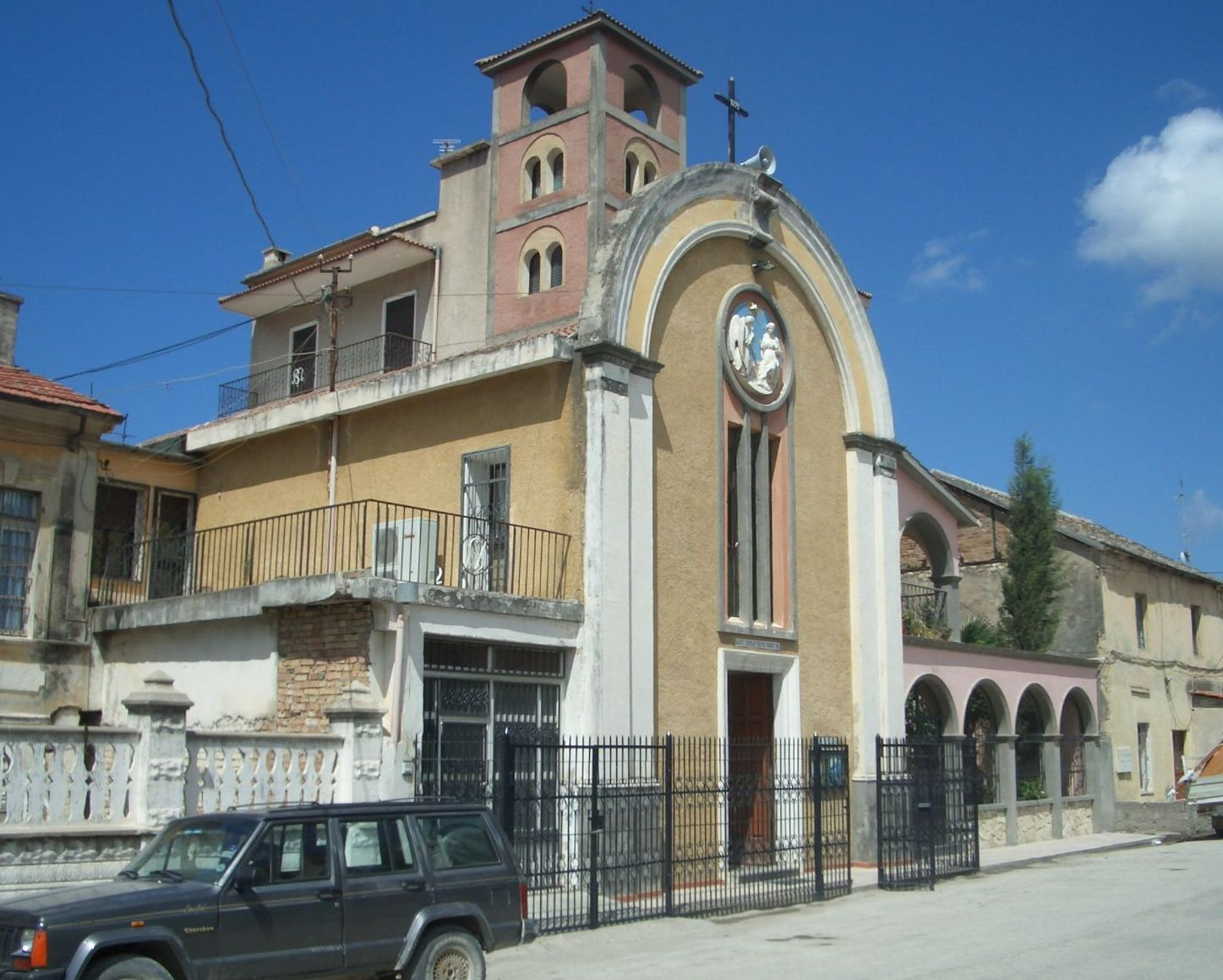
Katholische Kirche von Vlora

Die Katholische Kirche von Vlora (albanisch Kisha Katolike Shën Luigji Gonzaga e Shën Maria) in Vlora, Albanien, ist dem Doppelpatrozinium des Heiligen Aloisius von Gonzaga und Marien, der Mutter des Herrn unterstellt und Bischofssitz der Albanischen griechisch-katholischen Kirche.
Zum Baujahr der Kirche liegen unterschiedliche Zahlen vor. Das albanische Institut für Kulturdenkmäler erwähnt in einer Publikation, dass die Kirche um das Jahr 1800 erbaut worden sei, andere Quellen sprechen einfach vom 19. Jahrhundert. Ein solcher Bau ist für das Osmanische Reich dieser Zeit aber wenig wahrscheinlich und ist nirgends erwähnt; zudem soll eine erste katholische Gemeinde im toskischen Südalbanien mit seinen meist muslimischen und orthodoxen Bewohnern erst 1895 entstanden sein. Insofern ist eine Erstellung Anfang der 1920er Jahre wahrscheinlicher, insbesondere weil ab diesem Zeitpunkt auch erste Bilddokumente auftauchen. Jedenfalls ist es der einzige erhaltene ältere katholische Kirchenbau im Gebiet der Apostolischen Administratur Südalbanien.
Das Kirchengebäude wurde von italienischen Architekten errichtet. Es ist im neoklassizistischen Stil mit Kapitellen, Rahmen und Bögen im vereinfachten römischen Stil errichtet. Die einschiffige Kirche ist mit zwei Dachschrägen bedeckt und hat eine abgehängte Decke. Ein Teil des Altars wird durch Pilasterausgänge aus den Seitenwänden deutlich akzentuiert. Am Eingang befinden sich zwei Pilaster sowie Toranlagen, die einen Vorraum zum Kirchenschiff bilden.

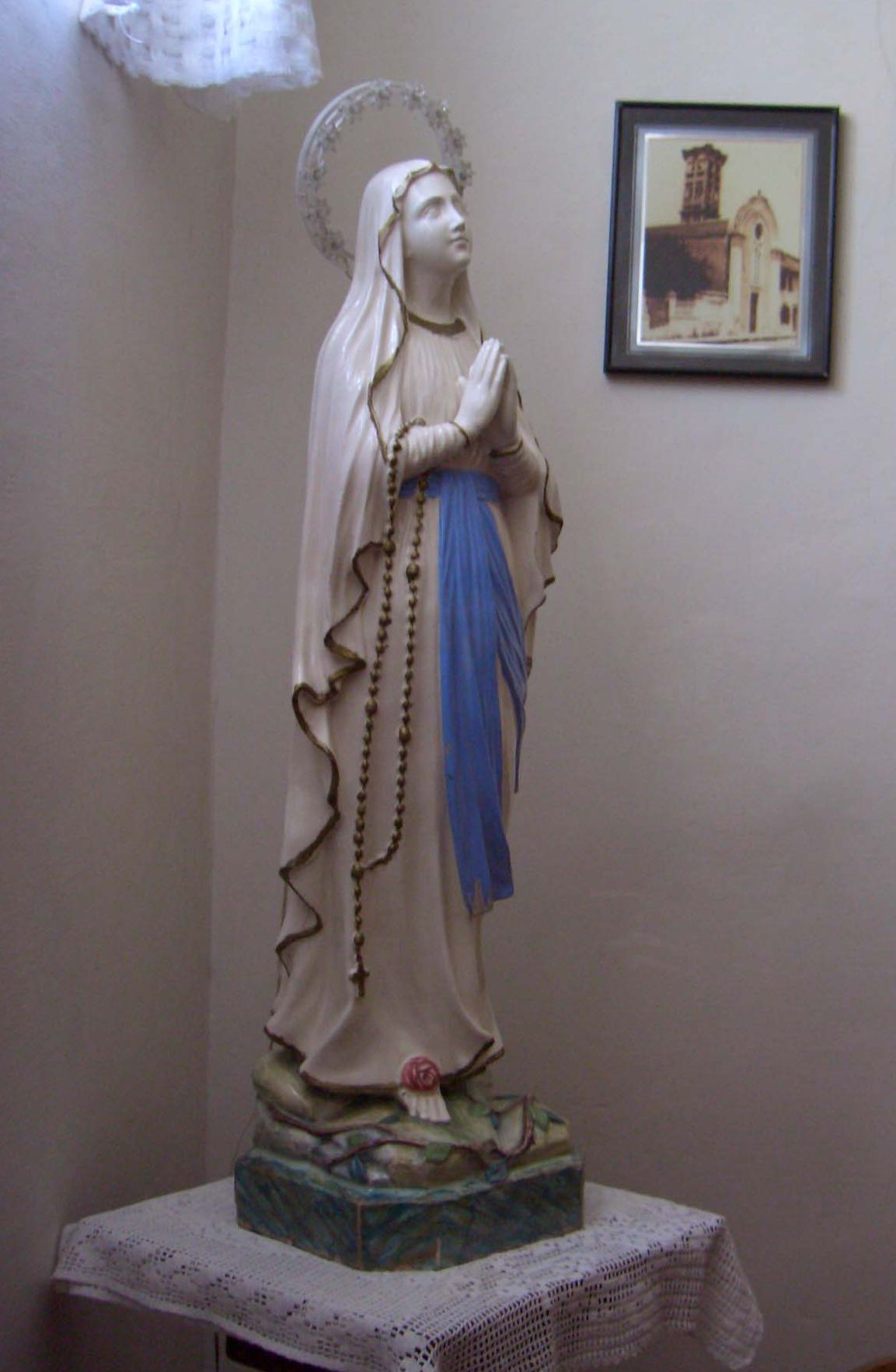
Heiligenfigur in der Kirche (2006)

Nach der Ausrufung Albaniens zum ersten atheistischen Staat der Welt im Jahr 1967 diente das Gebäude bis 1990 als städtisches Puppentheater. Nach 1990 wurde die Kirche wieder ihrem ursprünglichen Zweck übergeben und 1993 neu geweiht. Das Gotteshaus ist seit 2006 als Kulturdenkmal geschützt.